# Центр эксплуатации объектов наземной космической инфраструктуры
Центр эксплуатации объектов наземной космической инфраструктуры (АО «ЦЭНКИ») — предприятие Роскосмоса.

## История
ЦЭНКИ был создан приказом генерального директора Российского космического агентства от 10 ноября 1994 года № 94 в соответствии с постановлением Правительства Российской Федерации от 24 августа 1994 года № 996 «О мерах по обеспечению выполнения Соглашения между Российской Федерацией и Республикой Казахстан. Об основных принципах и условиях использования космодрома „Байконур“ от 28 марта 1994 года».
В соответствии с данным постановлением Министерство обороны Российской Федерации приступило к передаче Российскому космическому агентству объектов космодрома «Байконур» в целях реализации Федеральной космической программы России.
Распоряжением Правительства РФ от 5 июня 2000 года № 770-р ЦЭНКИ был преобразован в федеральное государственное унитарное предприятие «Центр эксплуатации объектов наземной космической инфраструктуры».
16 декабря 2008 года Президент РФ Д. А. Медведев подписал указ о реорганизации федерального государственного унитарного предприятия «Центр эксплуатации объектов наземной космической инфраструктуры» в форме присоединения КБ «Мотор», КБОМ, КБТМ, КБТХМ, НПФ «Космотранс», ОКБ «Вымпел», ФКЦ «Байконур». Реорганизация осуществляется в целях сохранения, развития и оптимизации использования интеллектуальных, производственных и финансовых ресурсов российской ракетно-космической промышленности для реализации федеральной программы создания космических и наземных систем. Таким образом, ЦЭНКИ становится одним из крупнейших предприятий российской космической отрасли (наряду с РКК «Энергия», ЦСКБ-Прогресс и ГКНПЦ им. М. В. Хруничева).
В 2009 году к ЦЭНКИ присоединены КБ «Мотор», КБОМ, КБТМ, ОКБ «Вымпел», КБТХМ, НПФ «Космотранс», ФКЦ «Байконур»; таким образом, численность байконурского филиала ЦЭНКИ («Космический центр „Южный“») выросла с 700 до 3500 человек. В 2012—2013 годах в «Космический центр „Южный“» передан ряд вспомогательных подразделений из состава РКК «Энергия», ЦСКБ-Прогресс и ГКНПЦ им. М. В. Хруничева.

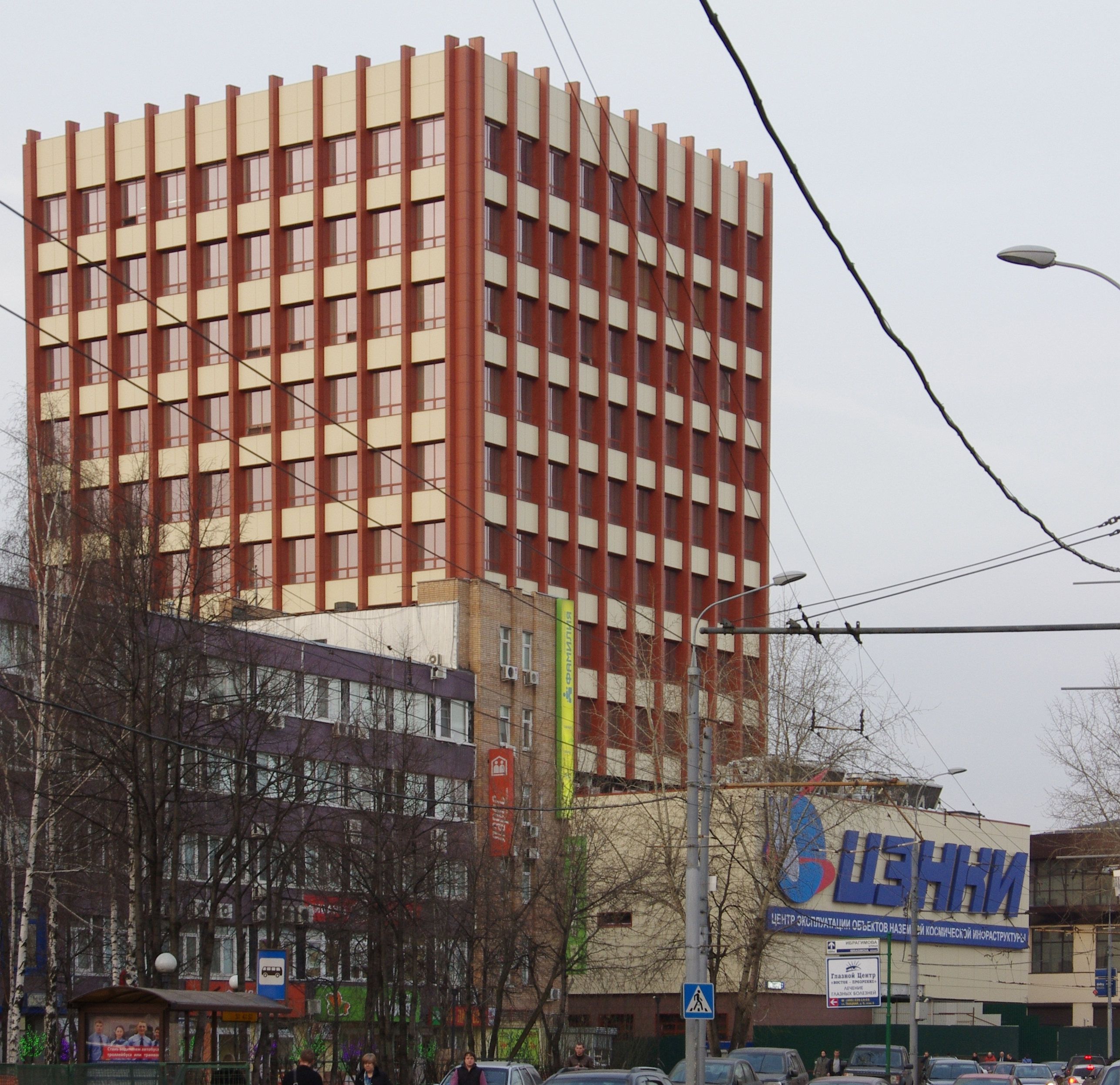
Здание ЦЭНКИ на Ткацкой улице в Москве

## Руководство
C 1999 по 2013 годы генеральным директором ФГУП «ЦЭНКИ» являлся Александр Сергеевич Фадеев. 4 декабря 2013 года подал заявление об увольнении по собственному желанию. Исполняющим обязанности генерального директора назначен Сергей Владимирович Лазарев, заместителями генерального директора — В. И. Ганжа и Г. А. Савосина.
С августа по ноябрь 2014 года и с февраля по май 2015 года  обязанности генерального директора исполнял Смирнов Сергей Павлович, являющийся первым заместителем генерального директора ФГУП «ЦЭНКИ» с ноября 2012 года.
В ноябре 2014 года исполняющим обязанности генерального директора ФГУП «ЦЭНКИ» назначен Сироткин Александр Валентинович, ранее работавший в должности заместителя Генерального директора ОАО «Концерн ПВО «Алмаз-Антей» по производственно-технологической политике. В феврале 2015 года он уволен с этой должности.
В декабре 2016 года генеральным директором ФГУП «ЦЭНКИ» назначена Ранохон Фрунзевна Джураева. В июне 2018 года генеральным директором ФГУП «ЦЭНКИ» назначен Андрей Васильевич Охлопков. В феврале 2021 года генеральным директором «ЦЭНКИ» назначен Мухамеджанов Руслан Джемалович (с 27 ноября 2020 года исполнял обязанности). 20 апреля 2023 года на должность генерального директора АО «ЦЭНКИ» назначен Николай Николаевич Нестечук.

## Основные направления деятельности
- эксплуатация объектов космодрома «Байконур» (включая технические и стартовые комплексы);
- экологический мониторинг космодрома «Байконур»;
- метеорологическое и астрономо-геодезическое обеспечение служб космодрома «Байконур»;
- авиационное обеспечение функционирования космодрома «Байконур»;Здание по адресу проспект Вернадского, 101к2

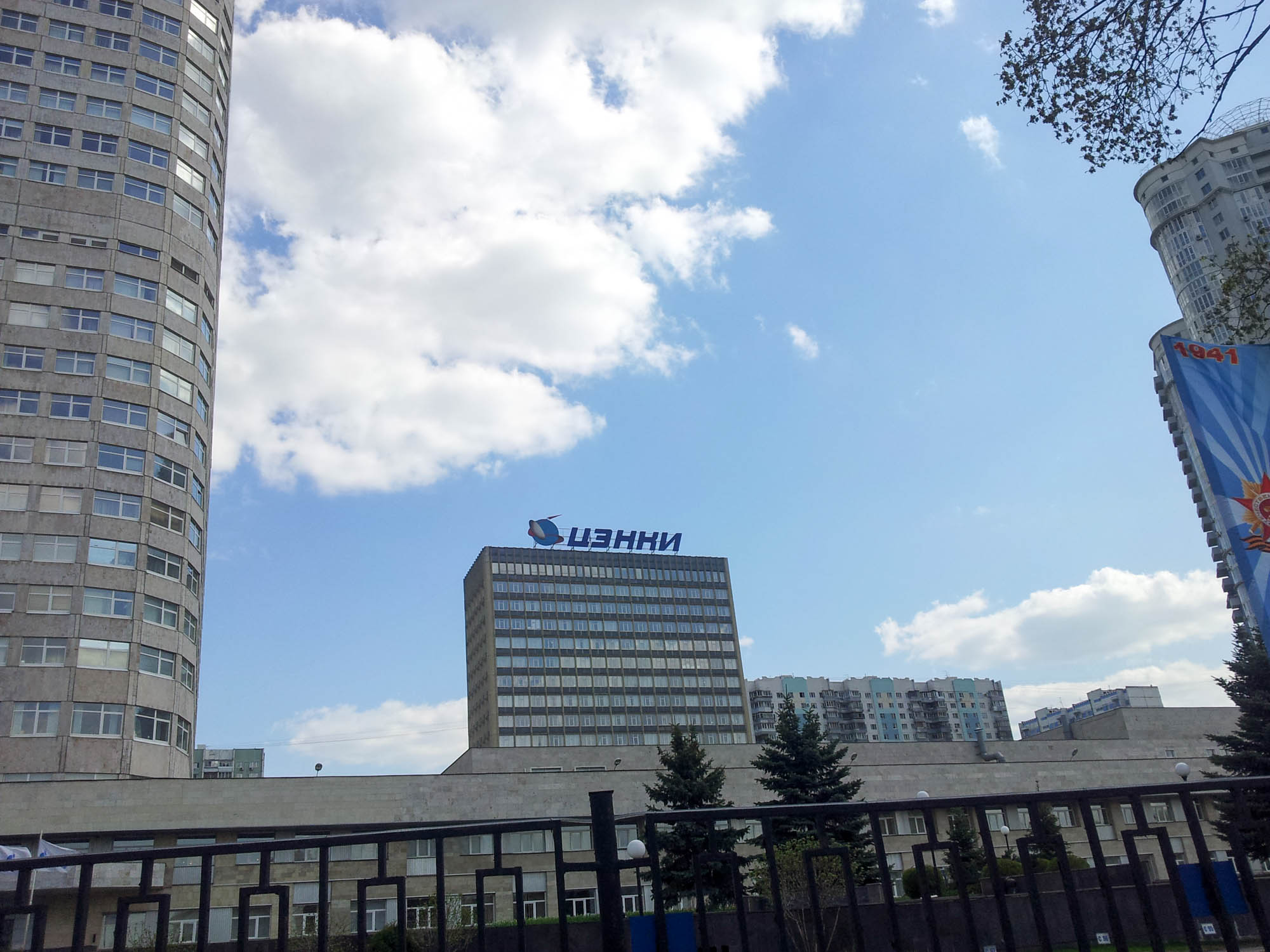
Здание по адресу проспект Вернадского, 101к2

- проведение научно-исследовательских и опытно-конструкторских работ (НИОКР), направленных на совершенствование и развитие наземной космической инфраструктуры Российской Федерации, проведение единой технической политики в области создания, модернизации и эксплуатации объектов наземной космической инфраструктуры, совершенствование и поддержание на современном техническом уровне российских ракет-носителей, разгонных блоков, двигательных установок и систем управления средств выведения;
- планирование и обеспечение запусков космических аппаратов в интересах обороны и безопасности государства, выполнения Федеральной космической программы, других целевых космических программ и программ международного сотрудничества России;
- осуществление поставок космических средств, оборудования и материалов для обеспечения жизнедеятельности космодромов России;
- развитие средств связи и информатизации в интересах Федерального космического агентства, обеспечение объектов наземной космической инфраструктуры космодромов всеми видами связи и телекоммуникаций;
- создание, отработка, производство, испытания, авторский и гарантийный надзор гироскопических приборов и их элементов, а также систем, построенных на их основе для ракетно-космической, авиационной, судостроительной и других видов техники;
- создание приборов и систем в области машиностроения для топливно-энергетического комплекса, банковской техники, транспорта, агропромышленного комплекса, легкой, нефтегазовой промышленности, медицинской техники, товаров народного потребления и других отраслей народного хозяйства;
- поставка, хранение и подготовка компонентов ракетного топлива;
- обеспечение электромагнитной совместимости средств связи и вычислительных средств;
- выбор и обоснование трасс запуска космических аппаратов, районов падения отделяющихся частей ракет-носителей;
- взаимодействие с органами законодательной и исполнительной власти Российской Федерации, стран — участниц СНГ, субъектов Российской Федерации, Министерством обороны России, зарубежными партнерами при планировании и реализации космических программ.

В структуре предприятия функционируют филиалы:
- Космический центр «Южный» — на космодроме «Байконур» (до июля 2009 года филиал носил наименование «ЦЭНКИКОМ»);
- «ЦЭНКИ-Север» — на космодроме «Плесецк»;
- Космический центр «Восточный» — на космодроме «Восточный»
- «НИИ прикладной механики имени академика В. И. Кузнецова» — г. Москва;
- «ЦЭНКИ-Арсенал» — пос. Знаменка Тамбовской обл.
- Научно-исследовательский институт стартовых комплексов имени В.П.Бармина (филиал ФГУП «ЦЭНКИ») основан в 2010 году путём объединения двух предприятий – ФГУП «Конструкторское бюро общего машиностроения имени В.П. Бармина» (КБОМ, создано в 1941 году) и ФГУП «Конструкторское бюро транспортного машиностроения» (КБТМ, создано в 1948 году). НИИ СК является ведущим предприятием России в области создания оборудования для подготовки и проведения пусков ракет различного назначения, стартовых и технических комплексов, объектов наземной космической инфраструктуры, оборудования для производства материалов в условиях космоса[13].

По мнению ряда источников, в ближайшие годы космодром «Плесецк» будет передан от Министерства обороны России в ведение Роскосмоса, и эксплуатация его объектов будет также возложена на ЦЭНКИ.
В июле — августе 2012 года в СМИ появилась информация о возможной реформе Роскосмоса в 2012 году, в ходе которой в состав ФГУП «ЦЭНКИ» вольются ФГУП «Центральный научно-исследовательский институт машиностроения», ФКП «Научно-исследовательский центр ракетно-космической промышленности», ФГУП «Центр им. Келдыша», ФГУП «Организация „Агат“», ФГУП «Научно-производственное объединение „Техномаш“» и ФГБУ «Центр подготовки космонавтов им. Гагарина».
В сентябре 2012 года ФГУП «ЦЭНКИ» выбрано в качестве генерального подрядчика на создание стартового комплекса для ракет «Союз-2» (максимальная стоимость лота 9 млрд руб.) и заправочного комплекса с кислородно-азотным заводом (4,1 млрд руб.) на космодроме «Восточный». Стартовый и заправочный комплексы должны быть построены, испытаны и сданы в эксплуатацию к 25 ноября 2015 года.

## Космический центр «Южный»
Основные направления деятельности:
- эксплуатация технических и стартовых комплексов космодрома;
- обеспечение всеми видами связи технологических процессов подготовки и запуска РН и КА различного назначения;
- эксплуатация средств и сооружений связи комплекса «Байконур»;
- участие в работах по разработке и внедрению средств связи и объектов информатизации на космодроме «Байконур»;
- поставка, хранение и подготовка компонентов ракетного топлива;
- Комплекс «Служба экологического контроля и мониторинга» космодрома «Байконур»;
- метеорологическое обеспечение служб космодрома;
- авиационное обеспечение функционирования космодрома «Байконур»;
- контроль работ по капитальному строительству объектов наземной космической инфраструктуры космодрома «Байконур».

25 февраля 2016 года на должность директора филиала ФГУП «ЦЭНКИ» — КЦ «Южный» назначен Раковский Евгений Иванович.  Ранее (с 25 февраля 2014 года) на этой должности работал Варданян Михаил Юрьевич. С 2001 года по июль 2009 года, и с июня 2012 года по февраль 2014 года байконурский филиал ЦЭНКИ возглавлял Анисимов Евгений Николаевич. В 2009—2012 годах директором филиала являлся Смирнов Сергей Павлович.
В 2012 году в состав филиала «Космический центр „Южный“» переданы ряд служб из байконурских филиалов Космического центра имени Хруничева, ОАО "Ракетно-космическая корпорация «Энергия», ФГУП «ЦСКБ-Прогресс».
Роскосмос в 2012 году на содержание инфраструктуры и реконструкцию объектов Байконура направил более 1 миллиарда рублей (33,3 миллиона долларов); кроме того, около 2,5 миллиарда рублей (83,2 миллиона долларов) в объекты космодрома было вложено из средств ФГУП «ЦЭНКИ». В 2012 году продолжена реконструкция аэропорта «Крайний», введена в эксплуатацию заправочно-нейтрализационная станция на площадке 91 космодрома. В бюджет города Байконур филиал ФГУП «ЦЭНКИ» — «Космический центр „Южный“» в 2012 году перечислил более миллиарда рублей в виде различных налогов.

### Комплекс эксплуатации сетей связи и телекоммуникаций (КЭССТ)
Основу для создания новой системы телекоммуникационного обеспечения жизнедеятельности космодрома «Байконур» заложил приказ генерального директора Росавиакосмоса от 11 мая 2000 № 87 «О назначении в Российском авиационно-космическом агентстве Генерального заказчика и головных исполнителей по системам и средствам связи и информатизации». Данный приказ определил Центр эксплуатации объектов наземной космической инфраструктуры как головного исполнителя по разработке, внедрению и обеспечению эксплуатации систем и средств связи и информатизации.
Имевшаяся до 2000 года на космодроме система связи принадлежала министерству обороны РФ и не соответствовала современным требованиям.
2000—2006 были годами активного строительства системы телекоммуникационного обеспечения на космодроме «Байконур», создания инфраструктуры по эксплуатации и развитию системы.
Система телекоммуникационного обеспечения Космического центра «Южный» включает:
- 3 опорных узла связи «Проточка», «Суффикс» и «Мыслитель»;
- узлы связи привязки к телекоммуникационной сети площадок 17, 18, 31 и 92;
- сеть телефонной связи, объединяющая в единую сеть цифровые телефонные станции филиалов и центров эксплуатации на космодроме;
- сеть радиорелейной связи, объединяющая на космодроме «Байконур» цифровыми потоками технические и стартовые комплексы, заправочные комплексы и объекты жизнеобеспечения;
- сеть транкинговой связи, обеспечивающая радиоподвижную связь на всей территории космодрома;
- интегрированная система командно-оперативной связи и громкоговорящего оповещения космодрома «Байконур»;
- система передачи телеметрической информации и телевидения с контрольно-измерительных пунктов (КИП 13, 14, 15) в ЦУП (г. Королев);
- магистральные каналы связи для передачи телеметрической информации с измерительный пунктов космодрома на вычислительный центр, ЦУП и сектор оперативно-технического контроля (г. Москва); в состав системы сбора и передачи информации входят аппаратные, расположенные на 97, 18, 23, 44 площадках и здании НВЦ;
- метеорологическая радиолокационная станция МРЛ-5 и метеорологический радиотехнический комплекс МРК-1.

Корпоративная сеть ЦЭНКИ соединяет объекты ведомства в центральном регионе России с космодромом Байконур и основана на каналах Е1, организованных на основе сети КОМКОРа. К УАТС головного офиса Роскосмоса на улице Щепкина в Москве осуществлена привязка телефонных станций основных предприятий отрасли. Для получения доступа в Интернет организован порт сети передачи данных с пропускной способностью 2048 кбит/с. Трафик распределяется по имеющейся корпоративной сети.
Для того, чтобы предприятия отрасли могли обмениваться между собой и с подразделениями на космодроме «Байконур» конфиденциальной информацией, в Росавиакосмосе в кооперации с КОМКОРом создана система конфиденциальной электронной почты (СКЭП-Р). Абонентами почтового сервера ЦЭНКИ в Московском регионе сегодня являются большинство предприятий авиакосмической промышленности. Для закрытия информации корпорацией используется программно-аппаратный комплекс межсетевого экрана WatchGuard Security System.
Внедрение сети ЦЭНКИ значительно улучшило оперативность управления объектами космодрома, упростило связь между предприятиями отрасли, способствовало повышению конфиденциальности передачи информации и сокращению затрат на междугородные телефонные переговоры.
Начальником КЭССТ с 2000 г. по 2019 г. являлся Савкин Анатолий Иванович, с 2019 г. по 2022 г. - Сергеев Сергей Фёдорович. С 2022 г. по настоящее время начальником КЭССТ является Бурханов Рустам Закирович.
22 июня 2018 года КЭССТ отметил 20-летний юбилей.

### Комплекс геофизического обеспечения
Отдел метеорологического обеспечения (ОМО) космодрома передан в ведение ЦЭНКИ от министерства обороны РФ в начале 2006.
В кратчайшие сроки была произведена замена физически и морально устаревшего (выпущенного в 1970—1980-х) метеорологического и телекоммуникационного оборудования метеослужбы на современное, выполнен ремонт зданий и сооружений метеослужбы.
Отдел метеорологического обеспечения филиала ЦЭНКИ на космодроме «Байконур» осуществляет непосредственное метеорологическое и аэрологическое обеспечение выполнения космических программ, а также представление руководству, оперативно-информационным пунктам предприятий Роскосмоса, метеорологической и аэрологической информации, необходимой для планирования и проведения мероприятий в соответствии с требованиями документов, регламентирующих порядок их проведения.
Метеорологическое обеспечение выполнения космических программ осуществляют расчеты отдела метеорологического обеспечения филиала: расчет метеорологического обеспечения на стартовом комплексе и расчеты метеорологического, аэрологического, шаропилотного обеспечения, назначаемые на период работ по запуску ракет космического назначения (РКН) и испытаний ракетной техники во взаимодействии с дежурной сменой.
Отдел метеорологического обеспечения решает следующие задачи:
- предоставление Государственным комиссиям, Техническому руководству, расчетам оперативно-информационных пунктов, метеорологической и аэрологической информации, разрабатываемой в отделе метеорологического обеспечения филиала, необходимой для планирования, организации, проведения запусков ракет космического назначения (РКН), испытаний ракетного вооружения;
- разработка и внедрение в практику работы отдела метеорологического обеспечения надежных и совершенных методов прогнозирования метеорологической обстановки, форм и способов метеорологического и аэрологического обеспечения запусков РКН, испытаний ракетного вооружения;
- осуществление сбора, анализа и распространения метеорологической и аэрологической информации;
- разработка прогнозов погоды по территории космодрома и уточнений к ним;
- разработка штормовых предупреждений, проведение оповещений об опасных и особо опасных явлениях погоды;
- обеспечение работоспособности метеорологических технических средств, содержание их в исправном состоянии;
- планирование и организация материально-технического обеспечения;
- составление описания климатических характеристик комплекса «Байконур»;
- совершенствование уровня профессиональной подготовки сотрудников отдела метеорологического обеспечения.

В декабре 2008 года была создана авиационная метеорологическая группа (АМГ) для метеообеспечения полётов на аэродроме «Крайний» (в августе 2010 года реорганизована в АМСГ). В марте 2009 года на основе ОМО, АМГ и присоединяемого отдела астрономо-геодезического обеспечения (АГО) создан метеорологический комплекс. Его начальником является Богачев Павел Сергеевич.

### Комплекс «Служба экологического контроля и мониторинга»
Имеет в своем составе:
- отдел экологического мониторинга (аналитическая лаборатория);
- отдел экологического контроля;
- отдел измерения физических параметров и аттестации рабочих мест;
- отдел технологического контроля и обеспечения работы комплекса очистных сооружений.

Экологическая группа осуществляет:
- расчеты ПДВ, ПДС и нормативов размещения твердых отходов;
- разработку планов проведения мониторинга территории космодрома;
- отбор проб объектов окружающей среды.

Аналитическая лаборатория контроля химических загрязнений объектов окружающей среды оснащена современным аналитическим оборудованием и аккредитована в системе Госстандарта России.
В область аккредитации лаборатории входят анализы как на специфические, так и на общепромышленные загрязнения. Возможно проведение анализов в пробах воды, растений, почвы, воздуха и биотканей.
Лаборатория осуществляет скрининговые и экспресс анализы с выездом на место обследования, высокоселективные анализы спектрофотометрическими и хроматографическими методами в лабораторных условиях, позволяющие проводить:
- оценку состояния объектов окружающей среды;
- аттестацию рабочих мест;
- санитарно-гигиеническую оценку обстановки.

Начальником Комплекса является Копылов Вячеслав Анатольевич.

### Авиапредприятие «Аэропорт „Крайний“»
В 2008 году на Байконуре завершился процесс расформирования войсковых частей, входивших в состав пятого государственного испытательного космодрома Минобороны России, и передача их объектов предприятиям российской ракетно-космической отрасли. В конце года байконурский аэропорт «Крайний» передан в ведение ЦЭНКИ, в связи с чем в структуре предприятия было создано новое подразделение — комплекс «Аэродром „Крайний“». Специалисты организации разработали штатное расписание гражданского аэропорта и определили перечень необходимых работ для сертифицирования аэродрома в «Росаэронавигации».
В связи с приёмом аэропорта количество специалистов ЦЭНКИ на космодроме было значительно увеличено (почти в два раза).
Поскольку аэродром построен более 40 лет назад, ныне он нуждается в реконструкции, первым этапом которой стал проведённый в августе—ноябре 2009 года средний ремонт ВПП. Реконструкция, предположительно, будет завершена к 2014 году. После завершения реконструкции аэродром сможет принимать большинство современных типов самолётов: Ан-124 «Руслан», Ан-225 «Мрия», Боинг-747, 767, 777, Аэробус-А310, А320.
В августе 2010 года комплекс «Аэродром „Крайний“» реорганизован в авиапредприятие «Аэропорт „Крайний“». Директором является Репях Валерий Васильевич.
С 10 июля 2010 года аэродром Крайний включён в Государственный реестр гражданских аэродромов Российской Федерации.
К 2012 году на аэродроме заменено радиотехническое и светотехническое оборудование. 15 сентября 2012 года закончена реконструкция КДП и состоялось торжественное открытие нового аэровокзала.
В 2012 году ФГУП ЦЭНКИ приобрело два шестиместных вертолёта, которые с 2013 года базируются на аэродроме Крайний и
используются для предпускового облёта трассы выведения ракет космического назначения, а также при обучении пилотов, для перемещения и эвакуации иностранных специалистов по программе МКС.

## Санкции
20 июля 2023 года, на фоне вторжения России на Украину, центр попал в блокирующий санкционный список США против предприятий поддерживающих войну России против Украины в целях «ограничить возможность России по разработке аэрокосмических технологий, которые могут быть использованы для поддержки её сухопутных войск, воюющих в Украине».